# Capacité thermique molaire
La capacité thermique molaire est donnée par la quantité d'énergie apportée par échange thermique pour élever d'une unité la température d'une mole d'une substance.
Dans le Système international l'unité est donc le joule par mole kelvin (J K−1 mol−1),.
La détermination des valeurs des capacités thermiques des substances relève de la calorimétrie.
Remarques : 
- on définit également des capacités thermiques massiques (valeurs rapportées à l'unité de matière, c'est-à-dire une mole) ;
- il convient de distinguer les capacités à volume constant (isochores) et les capacités à pression constante (isobares), la différence étant particulièrement importante pour les gaz.